# HAYABUSA
HAYABUSA（ハヤブサ）は日本のポップスデュオである。2006年フォーライフミュージックエンタテイメントよりメジャーデビュー。当時所属先はスターダスト音楽出版。

## メンバー
- 佐潟武（さがたたけし、1982年10月10日 - ）ボーカル。鹿児島県出身
- 坂室賢一（さかむろけんいち、1983年2月22日）作詞, 作曲, アレンジ, コーラス, ギター, ピアノ。石川県出身。現在はジャニーズをはじめ様々なアーティストに楽曲を提供している。

## ディスコグラフィー

### シングル
1. Miracle（2006年5月17日）
  1. Miracle
  2. 迷いながら
  3. Miracle-piano version-
2. Just My Love（2006年10月4日）
  1. Just My Love
  2. Your kiss
  3. Just My Love～AKIKAZE REMIX～
3. 僕たちの時間（2007年8月8日）
  1. 僕たちの時間
  2. TSUMIKI
4. あなたへ（2009年6月21日）
  1. あなたへ
  2. みちしるべ

枚数限定制作「あなたへ」は、坂室の幼少期に亡くなった父へ向けた「家族」をテーマに書いた曲であり、日本テレビ系列「誰も知らない泣ける歌」で放送された。
渋谷O-WEST、けやきホール、中野坂上ハーモニーホールなどでワンマンライブ。
現在無期限活動休止。

## タイアップ
- 「Miracle」･･･日本テレビ系「音楽戦士 MUSIC FIGHTER｣2006年5月度エンディングテーマ／日本テレビ「1/3娘」2006年5月期エンディングテーマ
- 「迷いながら」･･･日本テレビ｢1/3娘｣5月期エンディングテーマ／日本テレビ「汐留イベント部」7月度エンディングテーマ
- 「Miracle～piano version～」･･･映画「青いうた～のど自慢 青春編～」エンディングテーマ
- 「僕たちの時間」･･･「エスコートカード」CMソング